# Lilla Öratjärnen
Lilla Öratjärnen är en sjö i Falu kommun i Dalarna och ingår i Dalälvens huvudavrinningsområde. Sjön har en area på 0,0763 kvadratkilometer och ligger 402,5 meter över havet. Sjön avvattnas av vattendraget Isalaån (Ryssjöån).

## Delavrinningsområde
Lilla Öratjärnen ingår i det delavrinningsområde (674866-151424) som SMHI kallar för Förgrening. Medelhöjden är 394 meter över havet och ytan är 6,45 kvadratkilometer. Det finns inga avrinningsområden uppströms utan avrinningsområdet är högsta punkten. Isalaån (Ryssjöån) som avvattnar avrinningsområdet har biflödesordning 3, vilket innebär att vattnet flödar genom totalt 3 vattendrag innan det når havet efter 268 kilometer. Avrinningsområdet består mestadels av skog (77 procent). Avrinningsområdet har 0,6 kvadratkilometer vattenytor vilket ger det en sjöprocent på 9,3 procent.